# Tozaki Masaki
Masaki Tozaki (sinh ngày 27 tháng 8 năm 1994) là một cầu thủ bóng đá người Nhật Bản.

## Sự nghiệp câu lạc bộ
Masaki Tozaki đã từng chơi cho Kataller Toyama.